# エンフォース
『エンフォース』(Enforce)はタイトーから1989年に稼動開始したアーケード用ガンシューティングゲームである。

## 立体映像について
1988年に稼動したゲームの『コンチネンタルサーカス』と同様、液晶シャッターを使用していると立体映像が楽しめる。なお、DIPスイッチの設定次第では液晶シャッターを使用しない通常の映像にする事も可能。

## ゲームのルール
プレイヤーはガトリングガンとレーザーガンを操作しながら敵を倒していき、要塞を破壊すればステージクリア。全7ステージ。

### 操作方法
ハンドルは両手で握って前後に倒し左右に回転させる特殊なもので、『「サンダーセプター」』や『スターウォーズ』に使われているものと同タイプと言われている。ハンドルについているボタンは左側はレーザー砲、右側がガトリング砲。レーザー砲はエネルギーチャージメーターを消費するがガトリング砲の4倍の威力がある。ガトリング砲は無制限に発射が可能。ボタンを一度押すと自動的に4連射される。

### ダメージ
敵の弾に当たるとダメージを受ける。また、木や岩などの障害物に当たった時は画面はブレるがダメージは受けない。

### ボスと要塞
各ステージの最後にはボスメカと要塞があり、ボスメカを倒すと要塞が出現するようになっている。要塞にはヒットポイントがあり、全て壊すとステージクリアとなる。

## アイテム
アイテムは赤く点滅する敵を攻撃したり、人質を救出するとアイテムが出現し、これを取ればプレイヤーはパワーアップする。アイテムは2秒毎に変わり、狙って取ることも可能。
B (バリア)。敵からの攻撃を5回耐えられる。
L (レーザー)。15秒間、エネルギー値が4のままのレーザーが撃てる。
M (ミサイル)。レーザーボタンを押すと、レーザーの代わりにミサイルが使える。レーザーのエネルギー値4と同じ威力を持つ。10発撃つことができ、連射が可能。
T (ターボ)。15秒間自機の高速時のスピードが1.5倍になる。